# Резидентское сельское поселение
Резиде́нтское се́льское поселе́ние — муниципальное образование в Охотском районе Хабаровского края Российской Федерации.
Административный центр и единственный населённый пункт — село Резиденция. Сельское поселение образовано в 2004 году. До 2013 года в его состав входил ныне упразднённый посёлок Кирпичный

## Население
| 2002 | 2010 | 2011 | 2012 | 2013 | 2014 | 2015 |
| ---- | ---- | ---- | ---- | ---- | ---- | ---- |
| 224  | ↘123 | ↘122 | ↘104 | ↘87  | ↘77  | ↘71  |
| 2016 | 2017 | 2018 | 2019 | 2020 | 2021 |      |
| ↘64  | ↘62  | ↘54  | ↗59  | ↘53  | ↘50  |      |